# 米希格·索诺姆皮勒

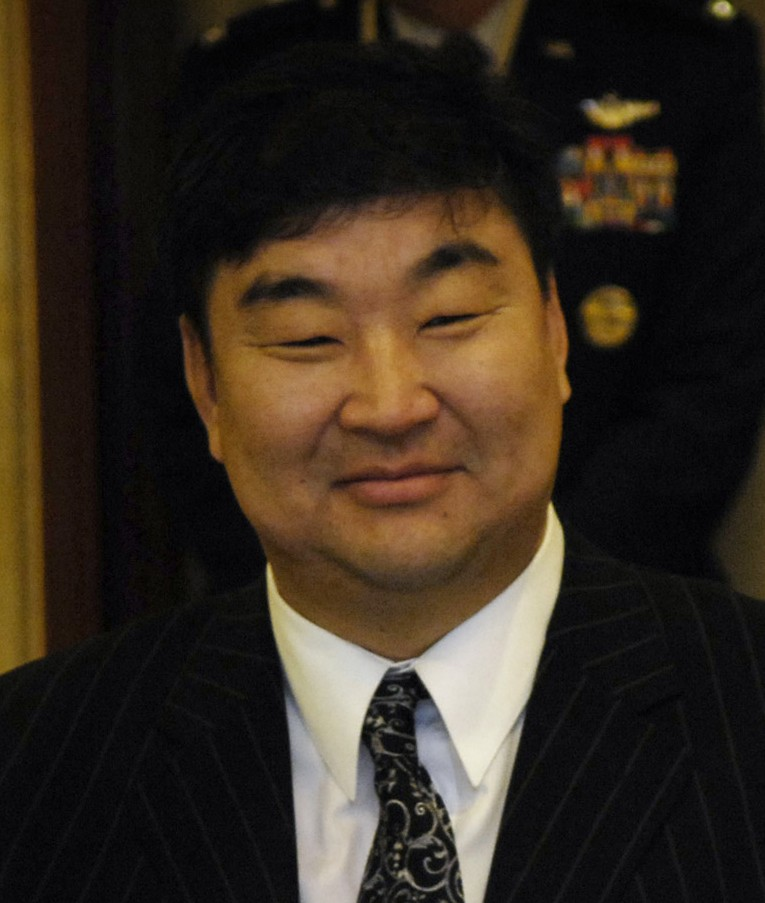
米希格·索诺姆皮勒2007年6月3日在新加坡香格里拉对话上

米希格·索诺姆皮勒（1965年—）蒙古族，蒙古乌布苏省人，蒙古国政治人物。

## 生平
索诺姆皮勒生于1965年。早年接受军事教育。后来成为“Zaluu mongol”公司董事。2004年，作为“祖国－民主联盟”候选人在达尔汗乌拉省第53选区当选国家大呼拉尔委员。2006年1月，成为恩赫包勒德内阁的蒙古国国防部部长。2012年，任阿勒坦呼亚格内阁的蒙古国能源部部长。